# Mercedes-Benz W208
Mercedes-Benz W208 — модель автомобілів Mercedes-Benz CLK-класу, який вперше представлений в 1997 році. Виробництво Mercedes-Benz W208 закінчилося в 2002 році. Виробляли дві серії автомобілів цієї моделі С208 (купе) і А208 (кабріолет). Також випускався автомобіль CLK 55 AMG. На зміну прийшла модель Mercedes-Benz W209.

## Історія

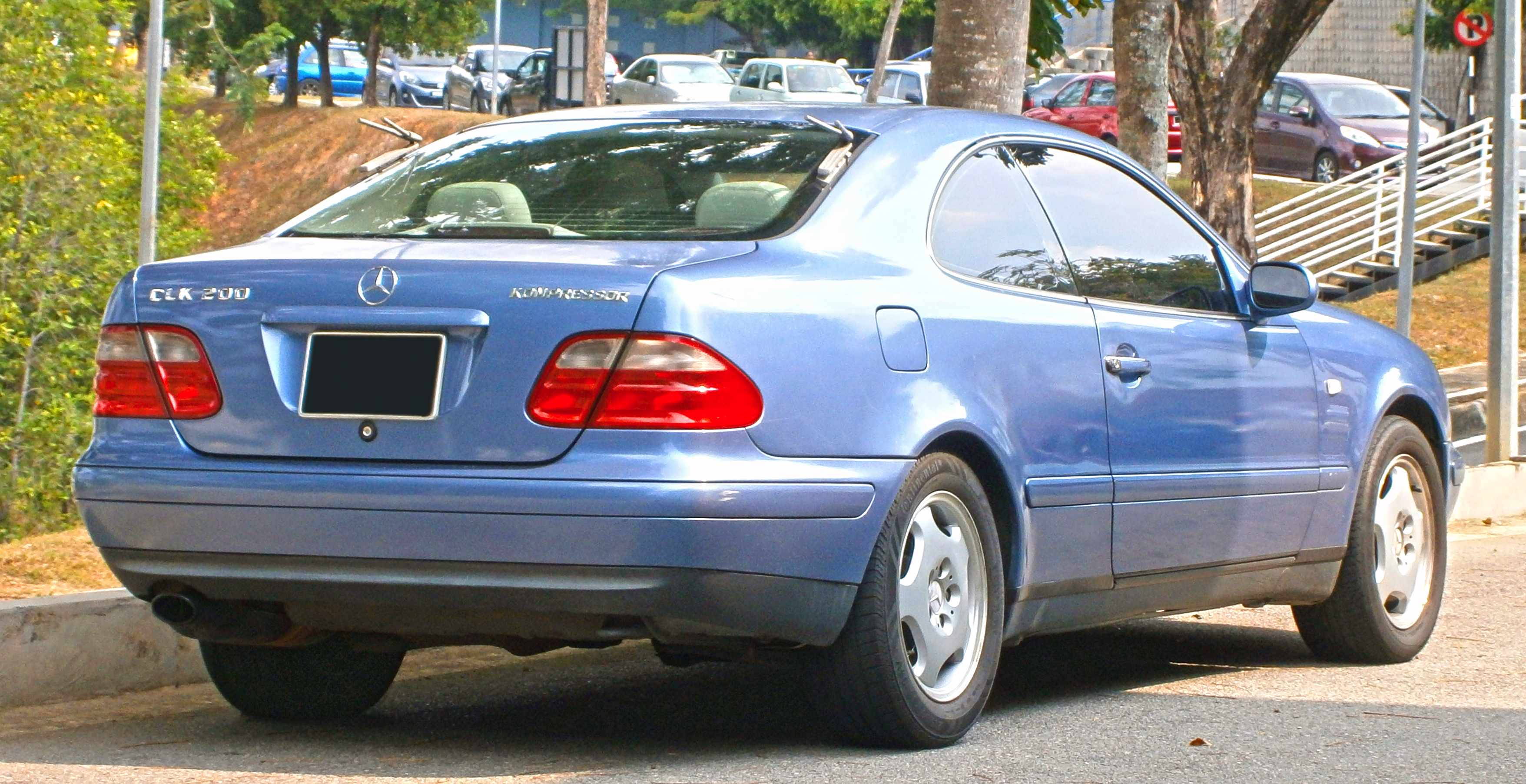
Mercedes-Benz CLK купе (1997–1999)

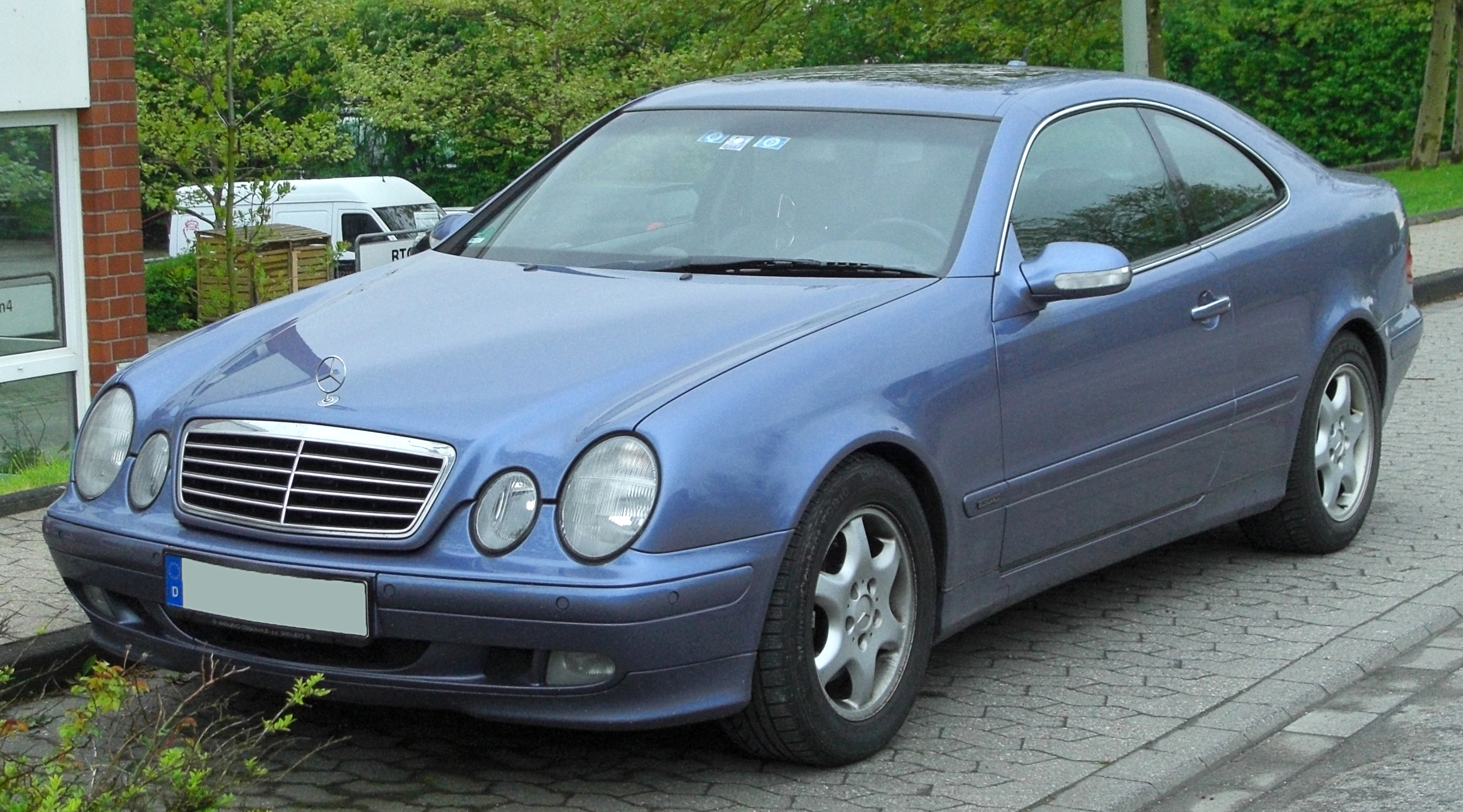
Mercedes-Benz CLK купе (1999–2002)

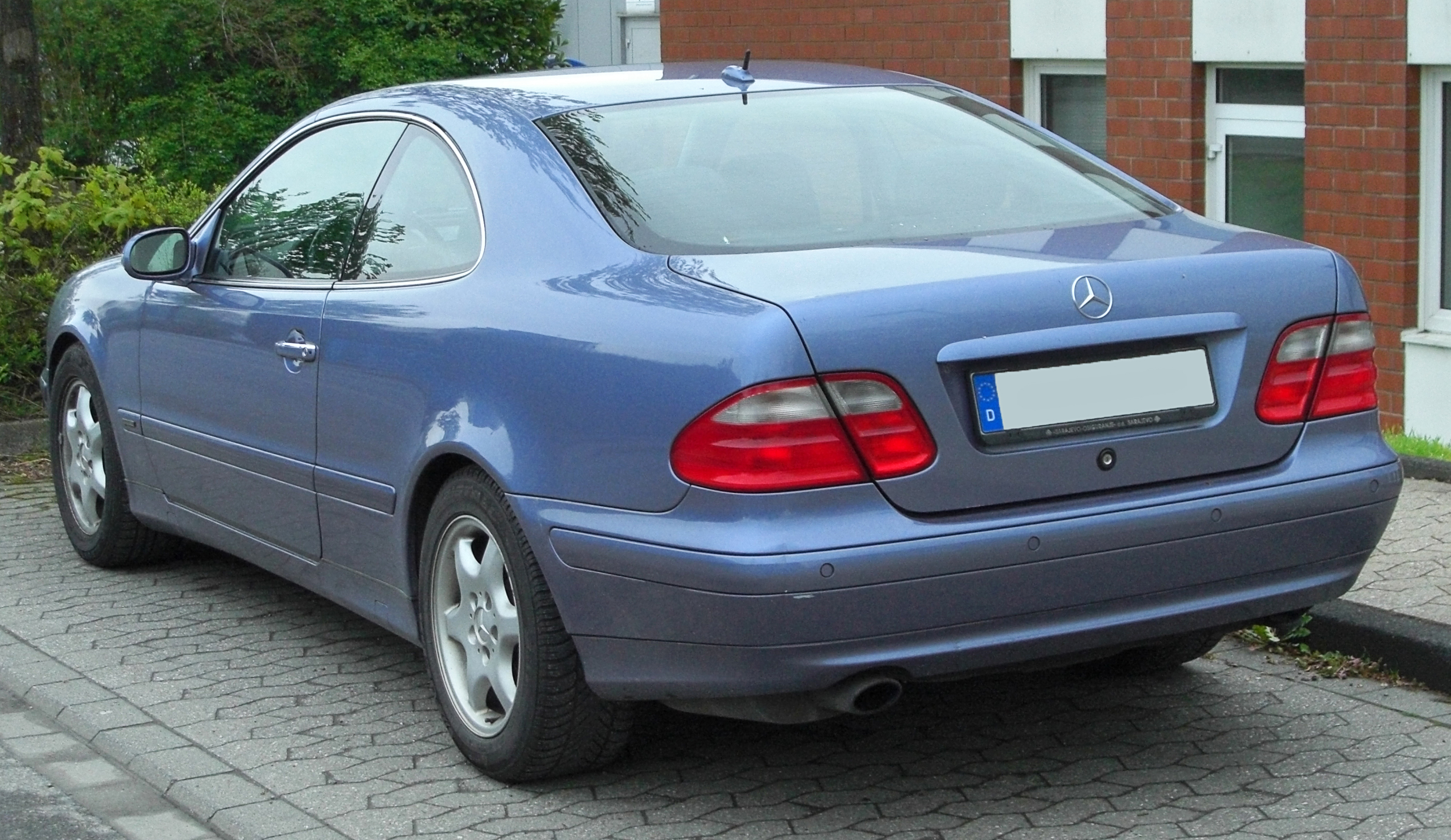
Mercedes-Benz CLK купе (1999–2002)

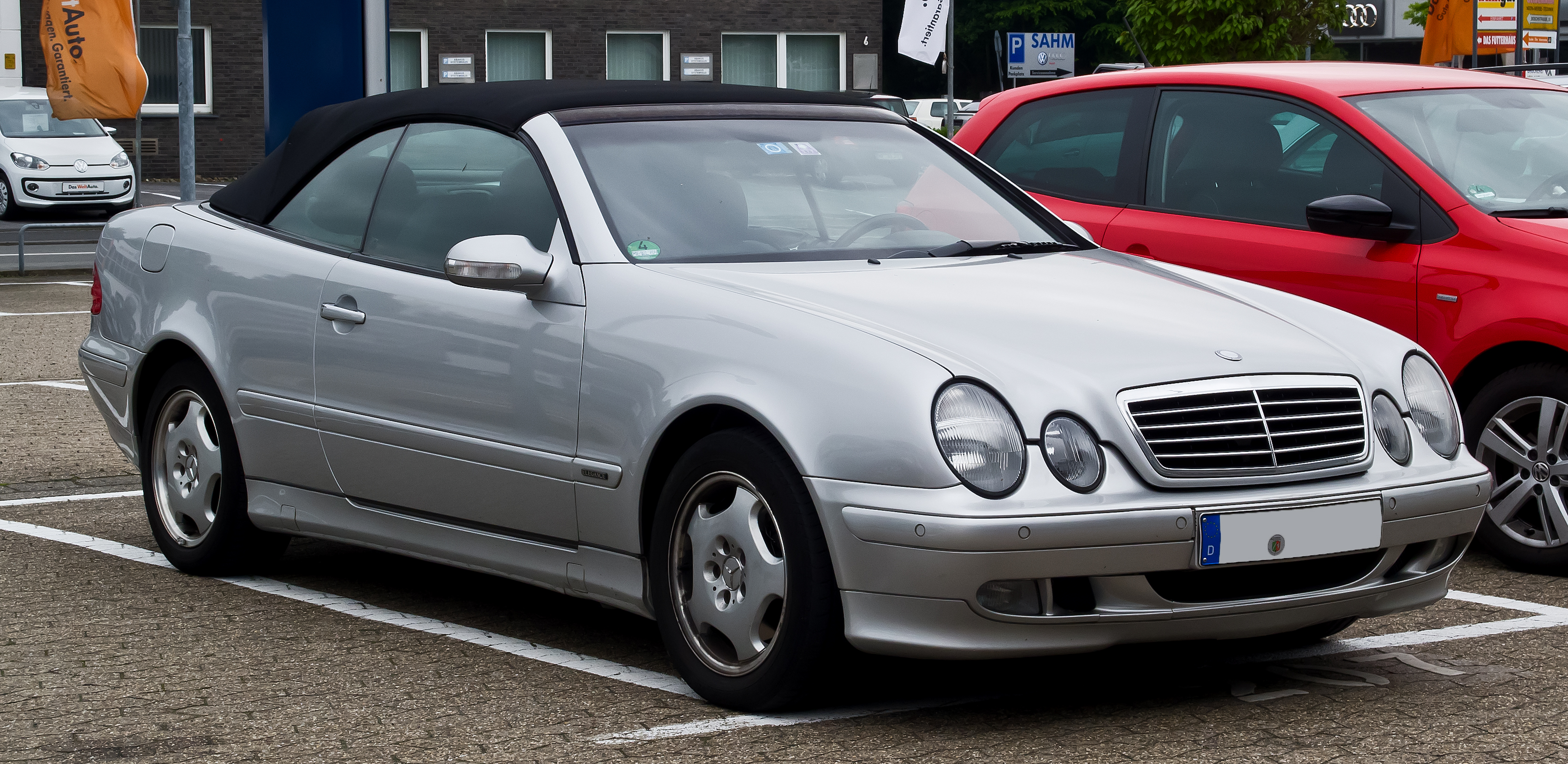
Mercedes-Benz CLK кабріолет (1998–2003)

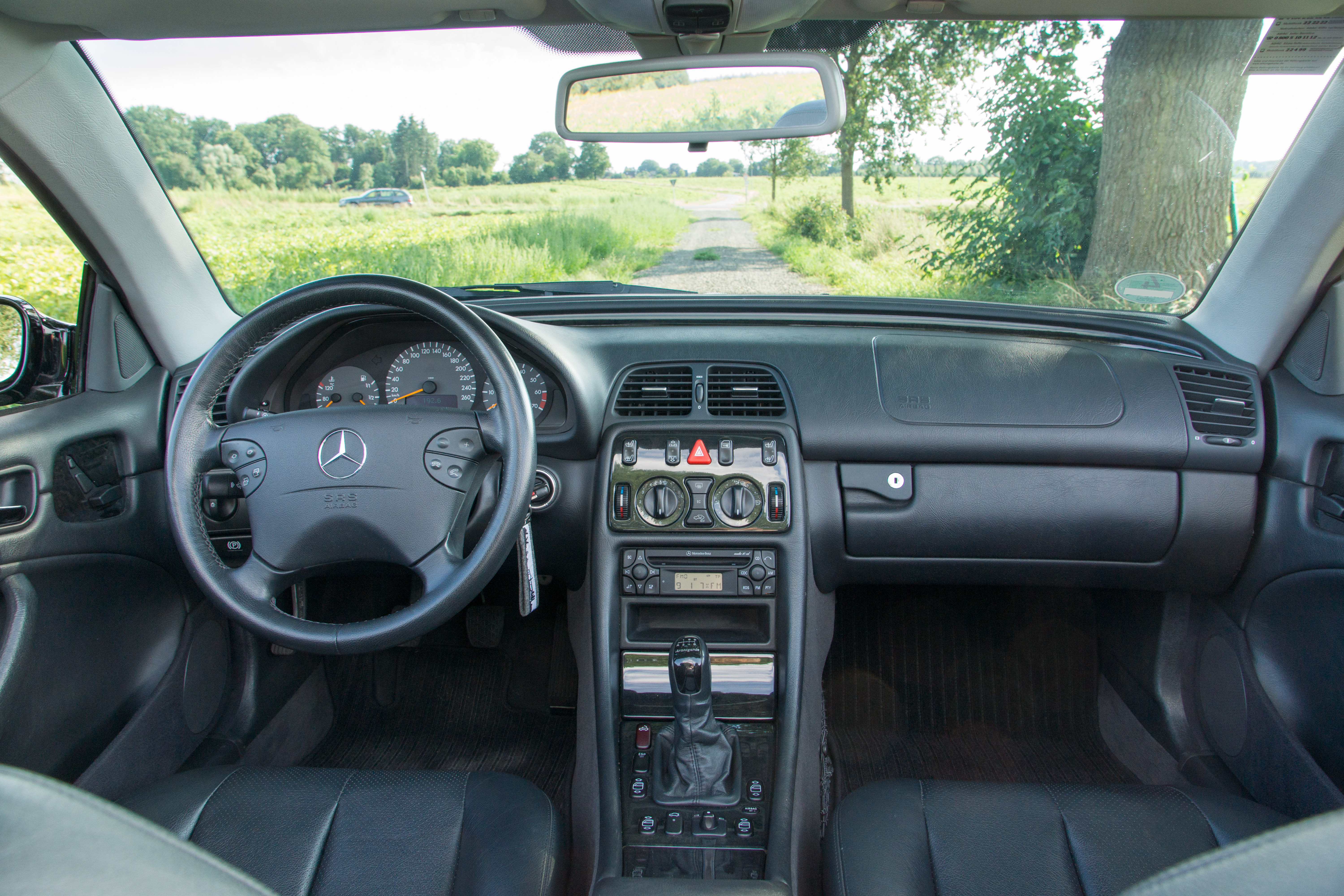

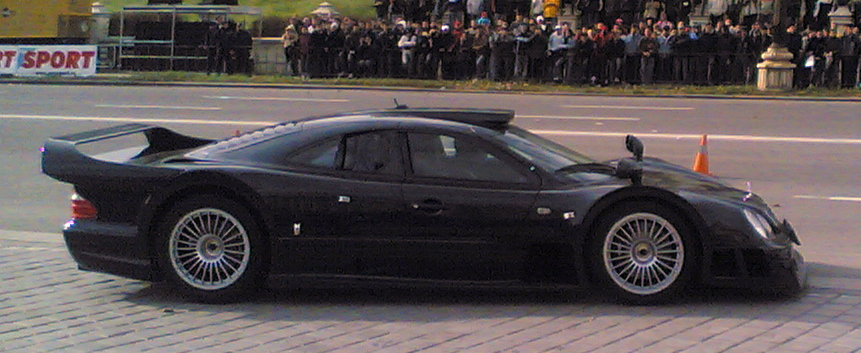
Mercedes-Benz CLK GTR

У 1997 році прийшла черга моделей CLK-класу. Дизайн в дусі E-класу (Mercedes-Benz W210) з круглими фарами. У кузова з'явилися середні стійки відразу позбавили купе частки шарму попередників. Вперше модель CLK-класу (купе) була представлена на автосалоні в Детройті в січні 1997 року. Справа в тому, що прототипом CLK був концепт-кар Coupe Studie, побудований на базі E-класу в кузові W124 в 1993 році. У серію він так і не пішов, але його дизайн став основою для створення нових седанів «верхнього середнього класу» в кузові W210. CLK можна вважати зменшеним E-класом: колісна база його на 14 см коротша. У результаті купе CLK дебютувало на ринку на два роки пізніше E-класу і з більш характерними для C-класу «компактними» чотирьох циліндровими двигунами об'ємом 2,0 і 2,3 літра. Більш потужні V6 3,2 л і V8 4,3 л з'явилися дещо пізніше. Всі моделі CLK випускаються з бензиновими двигунами з електронною системою уприскування різного об'єму і потужності. 
У 1997 році з`явилася модель CLK 500. 
У 1998 році з'явився в модельному ряді кабріолет. У листопаді 1998 року почалося виробництво Mercedes-Benz CLK GTR - це унікальна дорожня версія гоночного автомобіля класу «Гран турізмо» для 24-годинних гонок, яка була виготовлена в кількості 25 екземплярів. Надлегкий енергопоглинаючий кузов з кевлара та вуглепластика Crash-Box з аеродинамічними деталями та інтегрованої сталевий дугою безпеки приховує крихітну 2-х місну кабіну і 12-циліндровий мотор робочим об'ємом 6,9 л, що розвиває потужність 612 к.с. при 6800 об/хв. Не дивно, що максимальна швидкість CLK-GTR досягає 320 км/год, а 100 км/год він набирає з місця за 3,8 секунди. 
У 1999 році був оновлений дизайн автомобіля. Новий кабріолет, що базується на купе CLK, відрізняється великим салоном з повноцінними задніми сидіннями.
У 2000 році родина 4-місних купе та кабріолетів, оновлено за рахунок появи двох нових 4-циліндрових двигунів. Тепер ці автомобілі, уніфіковані по шасі з попереднім сімейством С-класу, з середини 2000 року комплектуються 4-, 6- і 8-циліндровими моторами. Моделі з двигунами V6 і V8 залишилися без змін. 
У 2002 році модель була знята з виробництва, а на заміну їй прийшла модель Mercedes-Benz W209.

## CLK 55 AMG
Mercedes CLK 55 AMG оснащувався 5,4 - літровим двигуном V8 (звідки й назва). Список обладнання вважається, як у гоночного автомобіля: супер-жорстка заготовка колінчастого вала. Комплекс Dual-резонансний впускний колектор з ретельно налаштованим бігуном сприяє створенню вибухонебезпечного ступеня стиснення 10,5:1 яка в основному забезпечує потужність 367 к.с. (274 кВт) і 376 фунтів (510 Нм) крутного моменту. Автомобіль оснащений п'ятиступінчастою автоматичною коробкою передач. Використовується коробка передач в моделях S-класу V12, тому що вона може приймати крутний момент. Модель повністю оснащена електронним управлінням, і є сильніша, ніж CLK 430. Стандартні тяги зменшують прослизання коліс до мінімуму, а електронна програма стабілізації (ESP) зберігає CLK по прямому шляху. Використовується стандартне шасі CLK, хоча в той час як поточна версія заснована не на платформі нового С-класу, версія CLK від AMG пропонує деякі спеціальні компоненти шасі. Незалежна підвіска в основному така ж, як у меншій CLK версії, але AMG відповідає більш високим рейтингом пружини, більш жорсткими ударними клапанами і жорсткішими втулками підвіски. Автомобіль комплектується низькопрофільними шинами ZR-Rated. Гальма були також посилені. Величезні чотирьох-колісні диски більші і товщі, ніж в інших CLK. Антиблокувальна гальмівна система є стандартною, а в Brake Assist застосовується повне гальмівне. На Моноблок AMG литих дисків, 7.5 передні і 8.5 ззаду, оснащуються з 225/45ZR17 і 245/40ZR17 Michelin Pilots.

## Двигуни
| Модель             | Код двигуна        | Об'єм              | Клапани            | Потужність                 | Крутний момент           | Vмакс              | Роки випуску       | Варіанти           |
| Чотирьохциліндрові | Чотирьохциліндрові | Чотирьохциліндрові | Чотирьохциліндрові | Чотирьохциліндрові         | Чотирьохциліндрові       | Чотирьохциліндрові | Чотирьохциліндрові | Чотирьохциліндрові |
| ------------------ | ------------------ | ------------------ | ------------------ | -------------------------- | ------------------------ | ------------------ | ------------------ | ------------------ |
| CLK 200            | M 111 E 20         | 1998 см³           | 16                 | 100 kW/136 PS bei 5500/min | 190 Nm bei 3700/min      | 208 km/h           | 1997–2000          | Coupé, Cabrio      |
| CLK 200 K          | M 111 E 20 ML EVO  | 1998 см³           | 16                 | 120 kW/163 PS bei 5300/min | 230 Nm bei 2500–4800/min | 223 km/h           | 2000–2003          | Coupé, Cabrio      |
| CLK 200 K          | M 111 E 20 ML      | 1998 см³           | 16                 | 141 kW/192 PS bei 5300/min | 270 Nm bei 2500–4800/min | 233 km/h           | 1997–1999          | Coupé, Cabrio      |
| CLK 230 K          | M 111 E 23 ML      | 2295 см³           | 16                 | 142 kW/193 PS bei 5300/min | 280 Nm bei 2500–4800/min | 234 km/h           | 1997–2000          | Coupé, Cabrio      |
| CLK 230 K          | M 111 E 23 ML EVO  | 2295 см³           | 16                 | 145 kW/197 PS bei 5500/min | 280 Nm bei 2500–5000/min | 235 km/h           | 2000–2003          | Coupé, Cabrio      |
| Шестициліндрові    |                    |                    |                    |                            |                          |                    |                    |                    |
| CLK 320            | M 112 E 32         | 3199 см³           | 18                 | 160 kW/218 PS bei 5700/min | 310 Nm bei 3000/min      | 240 km/h           | 1997–2003          | Coupé, Cabrio      |
| Восьмициліндрові   |                    |                    |                    |                            |                          |                    |                    |                    |
| CLK 430            | M 113 E 43         | 4266 см³           | 24                 | 205 kW/279 PS bei 5750/min | 400 Nm bei 3000/min      | 250 km/h           | 1998–2003          | Coupé, Cabrio      |
| CLK 55 AMG         | M 113 E 55         | 5439 см³           | 24                 | 255 kW/347 PS bei 5500/min | 510 Nm bei 3000–4300/min | 250 km/h           | 1999–2003          | Coupé, Cabrio      |

## Продажі
Нижче наведено дані про продажі CLK в Європі та Сполучених Штатах:

| рік     | Європа  | США     |
| ------- | ------- | ------- |
| 1997    | 16,708  | 1,236   |
| 1998    | 41,941  | 11,622  |
| 1999    | 57,880  | 16,714  |
| 2000    | 54,476  | 17,796  |
| 2001    | 37,377  | 19,423  |
| 2002    | 35,777  | 17,251  |
| Всього: | 453,576 | 194,058 |